# Giovanna III di Navarra
Giovanna III di Navarra (Saint-Germain-en-Laye, 16 novembre 1528 – Parigi, 9 giugno 1572) è stata regina regnante di Navarra dal 1555 al 1572.
Nota anche come Jeanne d'Albret, era figlia di Margherita di Valois, sorella di Francesco I di Francia, e di Enrico II di Navarra. Fu la madre di Enrico IV di Francia. Giovanna era il leader spirituale e politico riconosciuto del movimento ugonotto francese, e una figura chiave nelle guerre di religione francesi.
Giovanna fu l'ultima sovrana che governò la Navarra. Suo figlio ereditò il suo regno, ma poiché guidava costantemente le forze ugonotte, affidò il governo a sua sorella, Caterina, che tenne la reggenza per più di due decenni. Nel 1620, il nipote di Giovanna, Luigi XIII, annesse la Navarra alla corona francese.

## Biografia

### Infanzia
Giovanna nacque al castello di Saint-Germain-en-Laye, figlia di Enrico II di Navarra, e di sua moglie, la principessa Margherita d'Angoulême, sorella di Francesco I di Francia, che era stata sposata con Carlo IV, duca d'Alençon.
All'età di due anni, suo zio si occupò della sua educazione e venne mandata al castello di Plessis-lez-Tours, nella Valle della Loira, vivendo così separata dai suoi genitori. Ricevette un'eccellente educazione sotto la guida dell'umanista Nicolas Bourbon.

## Matrimoni

### Primo Matrimonio
Descritta come una "principessa frivola e vivace", in tenera età, mostrò la tendenza ad essere sia testarda che inflessibile. Carlo V, imperatore del Sacro Romano Impero, si offrì di organizzare un matrimonio con suo figlio ed erede, Filippo, per stabilire lo status del Regno di Navarra. Il 13 giugno 1541, quando Giovanna aveva 12 anni, Francesco I, per motivi politici, la costrinse a sposare Guglielmo "il Ricco", duca di Jülich-Cleves-Berg, fratello di Anna di Clèves, la quarta moglie di Enrico VIII d'Inghilterra. Nonostante fosse stata invitata all'obbedienza continuò a protestare e dovette essere portata di peso all'altare dal maresciallo di Francia, Anne de Montmorency. Una descrizione dell'aspetto di Giovanna al suo matrimonio rivelò che era abbigliata sontuosamente, indossava una corona d'oro, una gonna d'argento e d'oro tempestata di pietre preziose e un mantello di raso cremisi riccamente bordato di ermellino. Prima del suo matrimonio, Giovanna firmò due documenti che fece firmare agli ufficiali della sua casa, dichiarando: "Io, Giovanna di Navarra, persistendo nelle proteste che ho già manifestato, con la presente affermo e protesto ancora da questi presenti, che il matrimonio che si desidera contrarre tra me e il duca di Cleves è contro la mia volontà; che non vi ho mai acconsentito, né acconsentirò...".
Quattro anni dopo, dopo che il duca firmò un accordo con Carlo V per porre fine alla sua alleanza con la Francia in cambio del ducato di Gheldria, il matrimonio fu annullato con la motivazione che non era stato consumato e che Giovanna si era sposata contro il suo volere. Successivamente continuò a vivere presso la corte francese.

### Secondo matrimonio
Dopo la morte di Francesco I nel 1547, Giovanna sposò a Moulins, il 20 ottobre 1548, il duca Antonio di Borbone-Vendôme, che godeva alla corte di Francia del rango di "Primo Principe del sangue". Il matrimonio aveva lo scopo di consolidare i possedimenti territoriali nel nord e nel sud della Francia.
Ebbero cinque figli, tra cui solo due raggiunsero l'età adulta:
- Enrico (1551–1553);
- Enrico IV (13 dicembre 1553-14 maggio 1610), primo re di Francia della dinastia dei Borboni;
- Luigi (1555–1557), conte di Marle;
- Maddalena (1556);
- Caterina (7 febbraio 1559–13 febbraio 1604), duchessa d'Albret, contessa d'Armagnac e di Rodez, sposò Enrico I di Lorena.

## Regno
Il 25 maggio 1555 morì Enrico II di Navarra. Giovanna e suo marito divennero governanti congiunti della Navarra. Al momento dell'ascesa al trono, ereditò un conflitto sulla Navarra e un dominio territoriale indipendente sulla Bassa Navarra, Soule e il principato di Béarn, nonché altre dipendenze sotto la sovranità della Corona di Francia.
Il 18 agosto 1555 a Pau, Giovanna e suo marito furono incoronati con una cerimonia congiunta secondo i riti della Chiesa cattolica romana. Il mese precedente era stata coniata una moneta dell'incoronazione che commemorava il nuovo regno. Era iscritto in latino con le seguenti parole: Antonius et Johanna Dei gratia reges Navarrae Domini Bearni (Antonio e Giovanna, per grazia di Dio, monarchi di Navarra e signori di Béarn). Le frequenti assenze di Antonio lasciarono Giovanna a governare da sola e in piena responsabilità di una famiglia che gestiva con mano ferma e risoluta.
Giovanna fu influenzata da sua madre con tendenze alla riforma religiosa, al pensiero umanista e alla libertà individuale. Questa eredità fu influente nella sua decisione di convertirsi al calvinismo. Nel primo anno del suo regno, convocò una conferenza di ministri ugonotti protestanti assediati. In seguito dichiarò il calvinismo la religione ufficiale del suo regno dopo aver abbracciato pubblicamente gli insegnamenti di Giovanni Calvino nel giorno di Natale del 1560. Questa conversione la rese la protestante di grado più alto in Francia. Fu designata come nemica della Controriforma organizzata dalla Chiesa cattolica.
Dopo l'imposizione del calvinismo nel suo regno, sacerdoti e suore furono banditi, le chiese cattoliche distrutte e il rituale cattolico proibito. Con un'ordinanza del 19 luglio 1561 autorizzò il calvinismo nel suo regno. Iniziò dopo la morte di Antonio, nel 1562, una serie di misure volte ad impiantare la Riforma nel Béarn. Tra queste, si conta la pubblicazione del catechismo di Calvino in bearnese (1563), la fondazione di un'accademia protestante ad Orthez (1566), la redazione di nuove Ordinanze ecclesiastiche (1566, 1571), la traduzione in basco del Nuovo Testamento da Jean de Liçarrague (1571), e la traduzione in bearnese del Salterio di Marot, di Arnaud de Salette (1568). Nel 1567, Jean de Lacvivier divenne uno dei suoi più vicini consiglieri.
Oltre alle sue riforme religiose, Giovanna ha lavorato alla riorganizzazione del suo regno, apportando riforme durature ai sistemi economici e giudiziari dei suoi domini. Nel campo degli affari esteri, cercò invano di ottenere la restituzione dell'Alta Navarra, che gli Spagnoli avevano annesso nel 1512.
Nel 1561, Caterina de' Medici, nel suo ruolo di reggente per il figlio Carlo IX, nominò Antonio Luogotenente Generale di Francia.
Renata di Francia, duchessa di Ferrara, figlia del re Luigi XII di Francia, che si convertì al protestantesimo, critica nella sua corrispondenza il fanatismo religioso della regina di Navarra, che giudicava pericolosa per il paese. L'accusa di mentire, di proselitismo e di rispondere a delle voci che avvieranno l'odio tra i protestanti e i cattolici.
In molte di queste pubblicazioni, Giovanna ha scritto delle Memorie e qualche poema. Tra questi, quattro sonetti tra cui il Response de la Royne aux louanges de du Bellay; una Canzone sugli amori di Condé e di Mademoiselle de Limeui.
Consapevole del focolaio calvinista che era nato sotto Giovanna e del fatto che suo figlio Enrico avrebbe potuto essere l'erede al trono, se i suoi figli Valois fossero morti senza prole, Caterina de' Medici temeva i Borbone, tenuti sempre lontani da corte, e la regina di Navarra, che a La Rochelle risiedeva e organizzava la sua politica militare. Con questa, Caterina cercò di utilizzare tutta la sua capacità diplomatica per evitare guerre civili.

### Guerre di religione francesi
La lotta per il potere tra cattolici e ugonotti per il controllo della corte francese e della Francia nel suo insieme, portò allo scoppio delle guerre di religione francesi nel 1562. Giovanna e Antonio erano a corte, quando quest'ultimo prese la decisione di sostenere la fazione cattolica, che era guidato dalla Casa di Guisa; e di conseguenza, minacciò di ripudiare Giovanna quando si rifiutò di partecipare alla messa. Caterina de' Medici, nel tentativo di guidare una via di mezzo tra le due fazioni in guerra, implorò anche Giovanna di obbedire al marito per amore della pace, ma senza avvalersi. Giovanna rimase ferma e rifiutò fermamente di abbandonare la religione calvinista e continuò a far svolgere servizi protestanti nei suoi appartamenti.
Quando anche molti degli altri nobili si unirono al campo cattolico, Caterina non ebbe altra scelta che sostenere la fazione cattolica. Temendo la rabbia sia di suo marito che di Caterina, Giovanna lasciò Parigi nel marzo 1562 e si diresse verso sud per cercare rifugio nel Béarn.
Quando Giovanna si era fermata per un breve soggiorno nel castello ancestrale di suo marito a Vendôme il 14 maggio per interrompere il suo lungo viaggio di ritorno, non è riuscita a impedire a una forza di 400 ugonotti di invadere la città. La truppa saccheggiò le strade di Vendôme, depredarono e saccheggiarono tutte le chiese, maltrattando gli abitanti e saccheggiando la cappella ducale, che ospitava le tombe degli antenati di Antonio. Di conseguenza, suo marito ha adottato una posizione bellicosa nei suoi confronti. Ordinò a Blaise de Lasseran-Massencôme, signore de Montluc, di farla arrestare e di farla ritornare a Parigi dove sarebbe stata successivamente mandata in un convento cattolico. Riprese il suo viaggio dopo aver lasciato Vendôme riusciendo a eludere i suoi rapitori, passando in sicurezza oltre la frontiera nel Béarn prima che potesse essere intercettata dal signore de Montluc e dalle sue truppe.
Alla fine dell'anno, Antonio fu ferito a morte durante l'assedio di Rouen e morì prima che Giovanna potesse ottenere il permesso necessario per attraversare le linee nemiche, per essere al suo capezzale. Giovanna, dal quel momento in poi, governò la Navarra come l'unica regina regnante; il suo sesso non è un ostacolo alla sua sovranità. Suo figlio Enrico divenne successivamente il "primo principe del sangue". Giovanna spesso lo accompagnava nei suoi numerosi progressi attraverso i suoi domini per supervisionare gli affari amministrativi. Rifiutò un'offerta di matrimonio fatta da Filippo II di Spagna che aveva sperato di sposarla, a condizione che tornasse alla fede cattolica.
La posizione di Giovanna nei conflitti, all'inizio, rimase relativamente neutrale, essendo principalmente preoccupata per le difese militari, data la posizione geografica della Navarra accanto alla Spagna cattolica. Gli inviati papali arrivarono per convincerla o costringerla a tornare al cattolicesimo e ad abolire l'eresia all'interno del suo regno. La sua risposta è stata quella di rispondere che "l'autorità del legato del papa non è riconosciuta in Béarn". Ad un certo punto ci fu un complotto guidato da papa Pio IV per farla rapire e consegnarla all'Inquisizione spagnola, dove sarebbe stata imprigionata a Madrid, e i governanti di Francia e Spagna invitati ad annettere la Navarra alle loro corone. Giovanna fu convocata a Roma per essere processata per eresia con la triplice pena della scomunica, la confisca dei suoi beni e la dichiarazione che il suo regno era disponibile per qualsiasi sovrano che volesse invaderlo.
Quest'ultima minaccia allarmò Filippo II, e la palese ingerenza del papato negli affari francesi fece infuriare anche Caterina de' Medici che, a nome di Carlo IX, inviò al papa rabbiose lettere di protesta. Le minacce non si sono mai materializzate. Durante il gennaio 1564 e il maggio 1565, Giovanna incontrò e tenne colloqui con Caterina de' Medici a Mâcon e Nérac.
Tuttavia, quando nel 1568 scoppiò la terza guerra di religione, decise di sostenere attivamente la causa ugonotta. Sentendo che le loro vite erano in pericolo dall'avvicinarsi delle truppe cattoliche francesi e spagnole, Giovanna ed Enrico cercarono rifugio nella roccaforte protestante di La Rochelle.
In qualità di ministro della Propaganda, Giovanna scrisse manifesti e scrisse lettere a governanti stranieri, chiedendo la loro assistenza. Aveva visualizzato la provincia della Guyenne come una "patria protestante" e aveva svolto un ruolo di primo piano nelle azioni militari dal 1569 al 1570 con l'obiettivo di vedere il suo sogno realizzarsi.
Mentre era a La Rochelle, assunse il controllo delle fortificazioni, delle finanze, della raccolta di informazioni e del mantenimento della disciplina tra la popolazione civile. Ha usato i suoi gioielli come garanzia in un prestito ottenuto da Elisabetta I d'Inghilterra e ha supervisionato il benessere dei numerosi rifugiati che hanno cercato lì rifugio. Accompagnava spesso l'ammiraglio de Coligny sul campo di battaglia dove i combattimenti erano più intensi; insieme ispezionarono le difese e radunarono le forze ugonotte. Fondò un seminario religioso a La Rochelle, attirando tra le sue mura gli uomini ugonotti più dotti di Francia.
Dopo la sconfitta degli ugonotti il 16 marzo 1569 nella battaglia di Jarnac, il cognato di Giovanna, Luigi, fu catturato e successivamente giustiziato. Coligny assunse il comando delle forze ugonotte nominalmente per conto di suo figlio Enrico e del figlio di Condé, Enrico I di Borbone, principe di Condé. Giovanna stabilì un prestito di 20.000 lire dall'Inghilterra, usando i suoi gioielli come garanzia, per la causa ugonotta.

### Pace di Saint-Germain-en-Laye
Giovanna fu la principale promotrice dei negoziati per la pace di Saint-Germain-en-Laye che pose fine a questa "terza guerra" nell'agosto 1570 dopo che l'esercito cattolico rimase senza soldi. Nello stesso anno, come parte delle condizioni stabilite nel trattato di pace, Giovanna accettò, con riluttanza, il matrimonio di convenienza tra suo figlio e la sorella del re Carlo IX, Margherita, in cambio del diritto degli ugonotti di ricoprire cariche pubbliche in Francia, privilegio che in precedenza era stato loro negato. Giovanna, nonostante la sua diffidenza nei confronti di Caterina de' Medici, accettò.

### Morte
Le due donne raggiunsero un accordo. Giovanna ha preso congedo da Caterina de' Medici dopo la firma del contratto di matrimonio tra Enrico e Margherita l'11 aprile. Si stabilì a Parigi, dove si occupò dei preparativi del matrimonio imminente. Anna d'Este descrisse in una lettera ad un'amica: "La regina di Navarra è qui, non in ottima salute ma molto coraggiosa. Indossa più perle che mai".
Il 4 giugno 1572, due mesi prima del matrimonio, la salute di Giovanna peggiorò. La mattina dopo si svegliò con la febbre e si lamentava di un dolore nella parte superiore destra del corpo. Cinque giorni dopo morì. Una voce popolare circolata poco dopo sosteneva che Giovanna fosse stata avvelenata da Caterina de' Medici, che le avrebbe inviato un paio di guanti profumati, abilmente avvelenati dal suo profumiere, René Bianchi, un concittadino fiorentino. Questa fantasiosa catena di eventi appare anche nel romanzo del 1845 dello scrittore romantico Alexandre Dumas La Reine Margot, così come il romanzo di Michel Zevaco del 1907 L'Épopée d'Amour (nella serie Pardaillan). Un'autopsia, tuttavia, ha dimostrato che Giovanna era morta per cause naturali.
Dopo il suo funerale, un corteo portò il suo corpo per le strade di Vendôme. Fu sepolta accanto al marito nella chiesa ducale del collégiale Saint-Georges. Le tombe furono distrutte quando la chiesa fu saccheggiata nel 1793 durante la Rivoluzione francese. Le succedette il figlio Enrico, divenendo re Enrico III di Navarra. Nel 1589 salì al trono di Francia come Enrico IV, fondando la stirpe dei Borboni.

## Ascendenza
|                           |                              |                           | Genitori                        |  |  | Nonni |  |  | Bisnonni         |  |  | Trisnonni           |  |
|                           |                              |                           |                                 |  |  |       |  |  | Alain I d'Albret |  |  | Giovanni I d'Albret |  |
|                           |                              |                           |                                 |  |  |       |  |  | Alain I d'Albret |  |  | Giovanni I d'Albret |  |
|                           |                              | Catherine de Rohan        |                                 |  |  |       |  |  | Alain I d'Albret |  |  |                     |  |
| Giovanni III di Navarra   |                              |                           |                                 |  |  |       |  |  | Alain I d'Albret |  |  |                     |  |
|                           |                              | Françoise de Châtillon    | Guillaume de Châtillon de Blois |  |  |       |  |  |                  |  |  |                     |  |
|                           |                              | Françoise de Châtillon    | Guillaume de Châtillon de Blois |  |  |       |  |  |                  |  |  |                     |  |
|                           |                              | Françoise de Châtillon    | Isabelle de La Tour d'Auvergne  |  |  |       |  |  |                  |  |  |                     |  |
| Enrico II di Navarra      |                              | Françoise de Châtillon    |                                 |  |  |       |  |  |                  |  |  |                     |  |
|                           |                              | Gastone di Foix-Navarra   | Gastone IV di Foix              |  |  |       |  |  |                  |  |  |                     |  |
|                           |                              | Gastone di Foix-Navarra   | Gastone IV di Foix              |  |  |       |  |  |                  |  |  |                     |  |
|                           |                              | Gastone di Foix-Navarra   | Eleonora di Navarra             |  |  |       |  |  |                  |  |  |                     |  |
| Caterina di Navarra       |                              | Gastone di Foix-Navarra   |                                 |  |  |       |  |  |                  |  |  |                     |  |
|                           |                              | Maddalena di Valois       | Carlo VII di Francia            |  |  |       |  |  |                  |  |  |                     |  |
|                           |                              | Maddalena di Valois       | Carlo VII di Francia            |  |  |       |  |  |                  |  |  |                     |  |
|                           |                              | Maddalena di Valois       | Maria d'Angiò                   |  |  |       |  |  |                  |  |  |                     |  |
| Giovanna III di Navarra   |                              | Maddalena di Valois       |                                 |  |  |       |  |  |                  |  |  |                     |  |
|                           | Giovanni di Valois-Angoulême | Luigi I di Valois-Orléans |                                 |  |  |       |  |  |                  |  |  |                     |  |
|                           | Giovanni di Valois-Angoulême | Luigi I di Valois-Orléans |                                 |  |  |       |  |  |                  |  |  |                     |  |
|                           | Giovanni di Valois-Angoulême | Valentina Visconti        |                                 |  |  |       |  |  |                  |  |  |                     |  |
| Carlo di Valois-Angoulême | Giovanni di Valois-Angoulême |                           |                                 |  |  |       |  |  |                  |  |  |                     |  |
|                           |                              | Margherita di Rohan       | Alain IX de Rohan               |  |  |       |  |  |                  |  |  |                     |  |
|                           |                              | Margherita di Rohan       | Alain IX de Rohan               |  |  |       |  |  |                  |  |  |                     |  |
|                           |                              | Margherita di Rohan       | Margherita di Bretagna          |  |  |       |  |  |                  |  |  |                     |  |
| Margherita di Valois      |                              | Margherita di Rohan       |                                 |  |  |       |  |  |                  |  |  |                     |  |
|                           |                              | Filippo II di Savoia      | Ludovico di Savoia              |  |  |       |  |  |                  |  |  |                     |  |
|                           |                              | Filippo II di Savoia      | Ludovico di Savoia              |  |  |       |  |  |                  |  |  |                     |  |
|                           |                              | Filippo II di Savoia      | Anna di Cipro                   |  |  |       |  |  |                  |  |  |                     |  |
| Luisa di Savoia           |                              | Filippo II di Savoia      |                                 |  |  |       |  |  |                  |  |  |                     |  |
|                           |                              | Margherita di Borbone     | Carlo I di Borbone              |  |  |       |  |  |                  |  |  |                     |  |
|                           |                              | Margherita di Borbone     | Carlo I di Borbone              |  |  |       |  |  |                  |  |  |                     |  |
|                           |                              | Margherita di Borbone     | Agnese di Borgogna              |  |  |       |  |  |                  |  |  |                     |  |
|                           |                              | Margherita di Borbone     |                                 |  |  |       |  |  |                  |  |  |                     |  |

## Titoli
Da parte sua, ereditò dal padre Enrico d'Albret i titoli di:
- Regina di Navarra (in effetti, la Bassa-Navarra) (1555-1572)
- principessa di Boisbelle
- duchessa d'Albret (1555-1572)
- contessa di Foix, di Périgord, di Rodez, di Armagnac, di Fézensac, di Bigorre, di Dreux, di Gause, di Perche, dell'Isle-Jourdain, di Porhoët, di Pardiac e di Guînes.
- viscontessa di Limoges, di Béarn, di Tartas, di Lomagne, di Maremne. di Fézensaguet, di Dax, di Brulhois, di Cressey e d'Auvillars.
- baronessa di Castelnau, di Caussade e di Montmiral.
- dama della Flèche, di Baugé, di Nérac, di Sully, di Craon, di La Chapelle di Aix-d'Angilon, di Argent, di Clermont, di Villezon, di Orval, di Espineuil, di Château-Meillant, di Montrond, di Bruyères, de Dun-Le-Roi, di Saint-Gondom, di Corberin, di Chalucet, di Sainte-Hermine, di Prahec, di Lussac, di Champagne, di Blois e di Chisay.

Con il suo matrimonio con Antonio di Borbone, primo principe del sangue:
- duchessa di Borbone
- duchessa di Vendôme (1550-1562)
- duchessa di Beaumont (1550-1562)